# 胡马雍

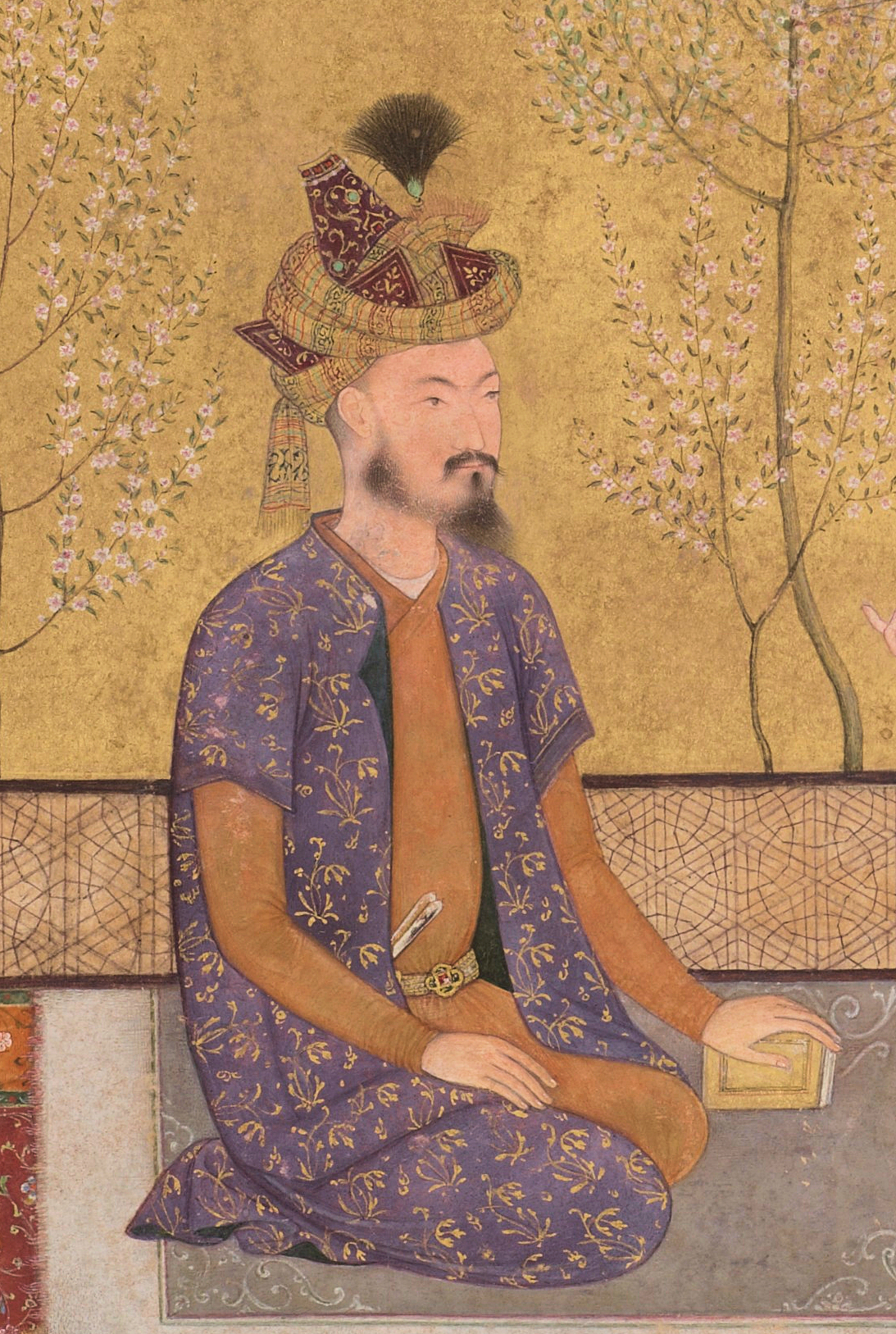
胡马雍

纳斯尔丁·穆罕默德·胡马雍（烏爾都語：نصیر الدین محمد ہمایوں‬；，1508年3月6日—1556年1月27日）是统治印度次大陆的莫卧儿帝国皇帝。莫卧儿帝国创始人巴布尔大帝之子。1530年继承其父的印度领地。
1536年胡马雍征服了古吉拉特邦，但在1540年被比哈尔的苏尔王朝统治者舍尔沙击败，不得不逃亡伊朗。在波斯国王太美斯普一世支持下，使他招募到一支波斯军队，並在1545年攻占喀布尔，但卻沒有依約臣服波斯；在那個時代，政治上時常發生背信違約。
1555年胡马雍打败了舍尔沙的继承人之一扎吉达尔汗，并占领了德里，恢复了莫卧儿帝国。翌年死於意外（從圖書館樓梯上跌下來摔死），由其子阿克巴繼位。葬于胡馬雍陵。